# Patrick Pelloux
Pour les articles homonymes, voir Pelloux.
Patrick Pelloux, né le 19 août 1963 à Villeneuve-Saint-Georges (Val-de-Marne) est un praticien hospitalier en médecine d'urgence exerçant au Samu de Paris, syndicaliste et chroniqueur. Il se fait connaître pendant la canicule de 2003 en alertant les médias de ses conséquences dans les services hospitaliers.
Il collabore au journal satirique Charlie Hebdo puis à Siné Mensuel. Il publie de nombreux ouvrages, et intervient très souvent dans les médias pour relater la situations aux urgences dont il devient un porte parole. Il s'engage également dans plusieurs causes humanistes.
En 2024, il est accusé par des femmes de harcèlement sexuel, violences verbales et sexuelles.

## Biographie

### Famille et formation
Fils d'un père kinésithérapeute et d'une mère au foyer, Patrick Pelloux est le cadet d'une fratrie de quatre enfants.
En 1995, il étudie, pour sa thèse d'exercice, les conséquences des pluies verglaçantes de l'hiver 1993 sur l'afflux de patients aux urgences et obtient son doctorat en médecine. Il a également une capacité en médecine d'urgence et de catastrophe.

### Médecin urgentiste
Il crée en 1997 l’Association des médecins urgentistes de France, alors nommée Association des médecins urgentistes hospitaliers de France, syndicat de médecins de médecine d'urgence. Il en est le président.
Il se fait connaître pendant la canicule de 2003 en alertant les médias de ses conséquences dans les services hospitaliers.
En septembre 2008, alors qu'il est en poste à l'hôpital Saint-Antoine, il est muté contre sa volonté au Samu de Paris, à l'hôpital Necker-Enfants malades, sur intervention du maire de Paris Bertrand Delanoë,.
En 2020, il travaille toujours au Samu de Paris.

### Médias
En décembre 2004, Patrick Pelloux commence une chronique pour Charlie Hebdo intitulée Histoires d’urgence, relatant les difficultés auxquelles sont confrontées les soignants des urgences.
En décembre 2008, sur son idée, l'équipe de Charlie Hebdo enregistre un CD de Noël, distribué avec le journal. Il enregistre le titre La Chanson réaliste et participe aussi au titre collectif C'est Noël, c'est le bordel dans lequel intervient Josiane Balasko.

#### Attentat contreCharlie Hebdo

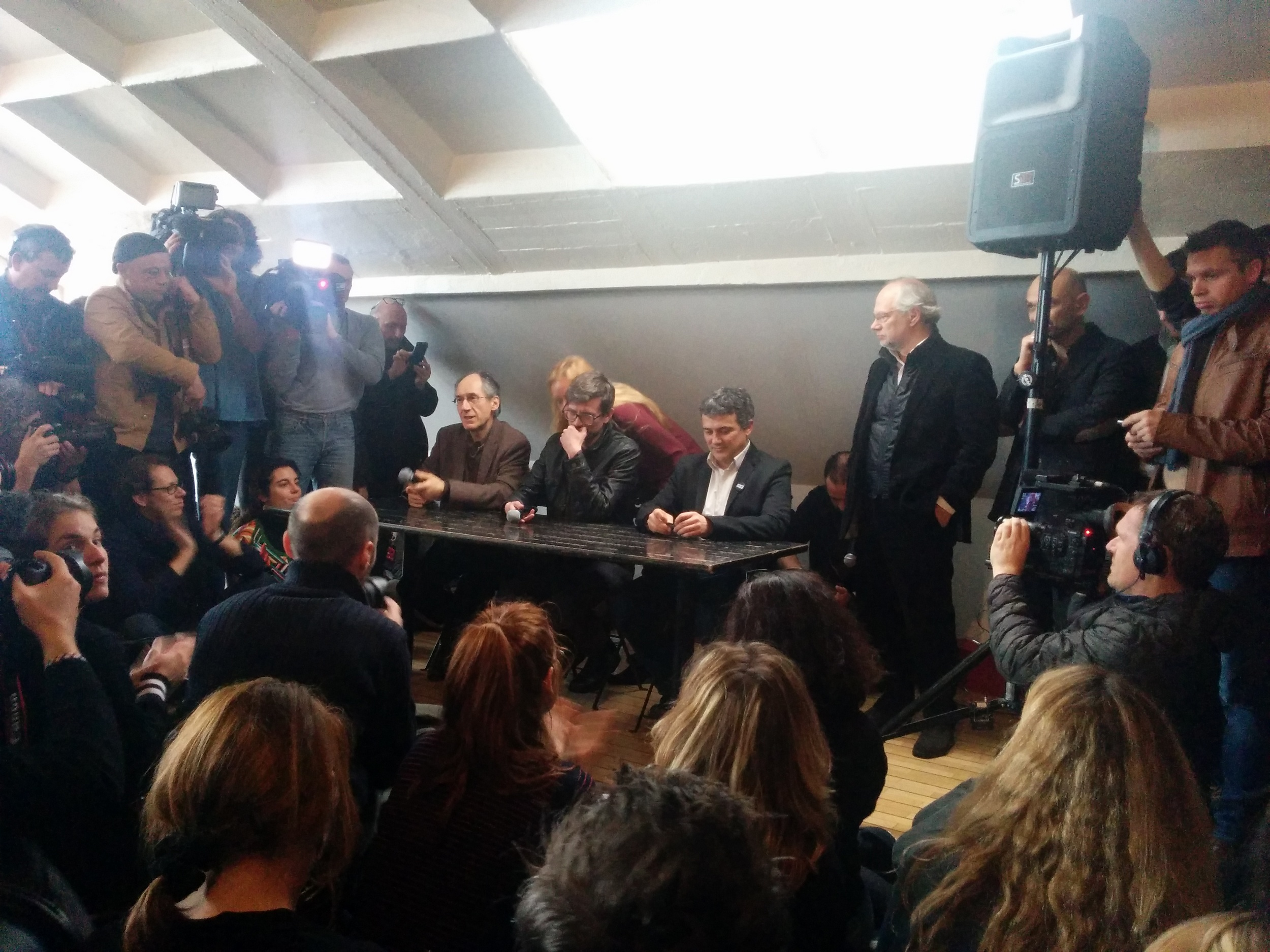
De gauche à droite : Gérard Biard, le dessinateur Luz, Patrick Pelloux et debout, le directeur de Libération, Laurent Joffrin, à la conférence presse de Charlie Hebdo, le 13 janvier 2015, dans les locaux de Libération.

Le 7 janvier 2015, Patrick Pelloux se rend à Charlie Hebdo très peu de temps après l'attentat. Avec les pompiers et le Samu, il s'efforce de porter secours aux victimes. 
Il est le premier à informer François Hollande de la fusillade. Le président de la République se rend immédiatement sur les lieux du crime. Le 8 janvier, il s'engage à poursuivre le travail de ses amis de la rédaction, en affirmant : « le journal va continuer […] parce que ce n'est pas la connerie qui va gagner. »

#### AprèsCharlie
En septembre 2015, il arrête sa collaboration avec l'hebdomadaire satirique, expliquant son impossibilité à écrire à cause de la mort de ses amis dans l'attentat contre Charlie Hebdo.
En 2017 il figure en 7e place du classement du journal Le Parisien des personnalités les plus influentes.
Il intervient ensuite dans Le Média, avant de rejoindre Siné Mensuel le 4 avril 2018 pour y écrire une chronique médicale, « La santé en crise ».

### Accusation d'agressions sexuelles
En 2024, Libération affirme que sa mutation au Samu de Paris en 2008 serait liée à des « accusations répétées de violences verbales et sexuelles » à son encontre, alors que Patrick Pelloux indique à l'époque être victime de harcèlement en raison de son engagement syndical. Dans le même temps, il est accusé par Karine Lacombe dans Paris Match d’être un « prédateur sexuel ». Il se défend de ces accusations précisant : « Ce que nous disions et ce que nous faisions est infaisable aujourd’hui, c’est sûr. Mais on rigolait bien ! »
Deux anciennes ministres de la Santé disent avoir été au courant de comportements inappropriés de l'urgentiste. Selon Roselyne Bachelot, son renvoi faisait suite à des faits « de harcèlement moral et d’un défaut de management, qualifié de brutal et humiliant. » Cependant elle explique ne pas avoir été mise au courant de faits de harcèlement sexuel bien qu’elle juge « les accusations de Karine Lacombe […] évidemment crédibles. » Agnès Buzyn confirme pour sa part avoir appris alors qu'elle était ministre de la Santé que « Patrick Pelloux était loin d’avoir eu un comportement exemplaire avec la gent féminine » et le lien avec sa mutation d’office.
Chantal de Singly, directrice de l'hôpital Saint Antoine à l'époque des faits rapportés par Karine Lacombe, dit ne pas avoir été au courant de faits d'actes de harcèlements sexuels de la part de Patrick Pelloux .
Ces révélations sont un des éléments déclencheurs de Metoo Hôpital en avril et mai 2024.

### Distinctions et titres

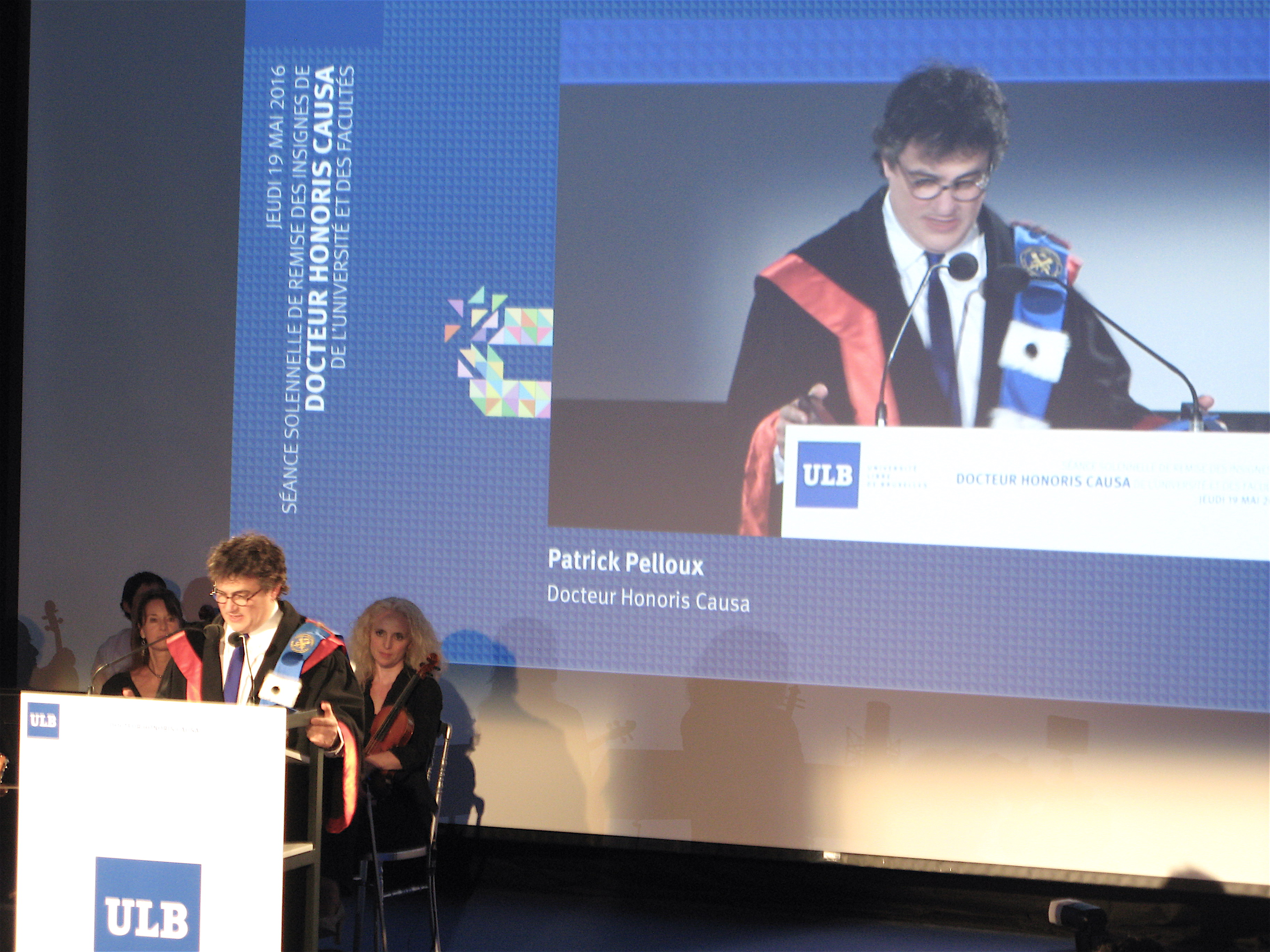
Discours de docteur honoris causa de Patrick Pelloux à l'ULB le 19 mai 2016.

Le président de la République François Hollande lui remet la légion d'honneur le 29 juin 2015 pour le distinguer et rendre à travers lui hommage aux victimes de l'attentat contre Charlie Hebdo du 7 janvier 2015.
Le 19 mai 2016, il est nommé docteur honoris causa de l'université libre de Bruxelles pour son action et son engagement dans le monde médico-social.
- 2015[27] :  Chevalier de la Légion d'honneur
- 2016[26] : Docteur honoris causa de l'université libre de Bruxelles
- 2017[28] :  Médaille de la sécurité intérieure, bronze

## Engagements et prises de position
Patrick Pelloux est engagé dans la défense de l’hôpital public, au travers de son métier de chroniqueur et de son activité syndicale.
Il est ambassadeur du Comité radicalement anticorrida.
En janvier 2016 il participe à l'action « Et si c'était vous ? » de Marc Melki, EXILS INTRA MURO, action de sensibilisation pour combattre le mal-logement en France.
En 2017, en collaboration avec Éric Faure, président de la Fédération nationale des sapeurs-pompiers de France, il établit un rapport sur la « faisabilité des formations aux gestes qui sauvent auprès du plus grand nombre de citoyens ». Ce rapport permet l'élaboration de la loi citoyen sauveteur adoptée le 3 juillet 2020.
En mai 2019, il soutient la liste du Parti communiste français menée par Ian Brossat aux élections européennes.
En mars 2022, il participe à une mission sur la prévention et la lutte contre la radicalisation dans les établissements de santé publique.

### Tribunes
En 2009, Patrick Pelloux signe la pétition de SOS Racisme pour l'abandon du débat sur l'identité nationale lancé par le ministre de l'Immigration et de l'Identité nationale Éric Besson.
En 2010, il signe la tribune pour soutenir les 6 000 travailleurs étrangers en situation irrégulière luttant pour obtenir des droits, et les parrainages des lycéens étrangers en situation irrégulière (en 2013). 
Le 20 novembre 2016, dix jours avant l'annonce par François Hollande qu'il renonce à se représenter à l'élection présidentielle de 2017, le médecin est cosignataire d'une tribune de personnalités dénonçant le dénigrement insistant de François Hollande et rappelant « tout ce qui a été accompli » notamment « la sanctuarisation du budget de la culture »,.

### Pandémie de Covid-19
Au début de la pandémie de Covid-19, Patrick Pelloux signe un manifeste initié par l'ex-ministre de la Santé Philippe Douste-Blazy, qui demande au Premier ministre Édouard Philippe que l'hydroxychloroquine soit plus facile à être prescrite face à l'épidémie de Covid-19.
En janvier 2022, il se déclare favorable à la vaccination obligatoire pour les enfants contre la Covid-19.

## Publications
Son ouvrage On ne meurt qu'une fois, et c'est pour si longtemps ! Les derniers jours des grands hommes (2013) raconte la mort de personnages célèbres tels que Camille Claudel, Louis XIV, Louis XV, Marie Curie… en alliant point de vue humain et détails sur les traitements médicaux de l'époque. Cet essai se classe dans les 10 meilleures ventes de documentaires en 2013,. 
En 2019 sort Mieux vaut mourir debout que vivre à genoux. Les derniers jours des grands hommes, suite de On ne meurt qu'une fois….

### Ouvrages
- Urgences, médecine et droit, actes du colloque, Paris, 3 décembre 1999, sous la direction d'Alain Garay et Patrick Pelloux, éditions ENSP  (ISBN 2-85952-708-7)
- Urgentiste, Fayard, 2004  (ISBN 2213618690 et 978-2213618692)
- Histoire d'urgences volume 1, Le Cherche midi, 2007  (ISBN 2749108969 et 978-2749108964) ; rééd. en poche, J'ai lu, 2009
- J'aime pas la retraite, avec Charb, éditions Hoëbeke, 2008  (ISBN 2842303105 et 978-2842303105)
- Urgences pour l'hôpital, Le Cherche midi, 2008  (ISBN 978-2-7491-1301-2)
- Histoire d'urgences volume 2, Les Échappés et Le Cherche midi, 2010  (ISBN 978-2-7491-1681-5)
- Urgences… Si vous saviez : Chroniques du Samu, 2012  (ISBN 978-2-7491-2626-5)
- On ne meurt qu'une fois, et c'est pour si longtemps ! Les derniers jours des grands hommes, éditions Robert Laffont, 2013  (ISBN 978-2-221-13374-3)
- On ne vit qu'une fois, Le Cherche midi, 2014  (ISBN 978-2-7491-3573-1)
- Toujours là, Toujours prêt, Le Cherche midi, 2015  (ISBN 978-2-7491-4926-4)
- L'Instinct de vie, Le Cherche midi, 2017, 176 p.  (ISBN 978-2-7491-5437-4)
- Mieux vaut mourir debout que vivre à genoux. Les derniers jours des grands hommes, éditions Robert Laffont, 2019  (ISBN 978-2-221-14127-4)
- Urgences de vivre, Le Cherche midi, 2020  (ISBN 978-2749154428)

## Filmographie
Patrick Pelloux est apparu plusieurs fois au cinéma, interprétant des rôles de médecin ou d'infirmier :
- 2005 : La Carotte et le Bâton, de Stéphane Arnoux[44]
- 2009 : Incognito, d'Éric Lavaine : l'infirmier du Samu
- 2012 : Mauvaise Fille, de Patrick Mille : le médecin
- 2014 : Saint Laurent de Bertrand Bonello : le médecin
- 2019 : Participation au clip d'Indochine, Kimono dans l'ambulance

Sa nouvelle Mort aux codes, extraite de son livre de chroniques Toujours là, toujours prêt, est adaptée en court métrage :
- 2018 : Mort aux codes de Léopold Legrand avec Olivier Rabourdin dans le rôle de l'urgentiste principal.